# نعناع هرمي
نعناع هرمي (الاسم العلمي:Mentha pyramidalis) هو نوع هجين من النباتات يتبع جنس النعناع من الفصيلة الشفوية.